# Confédération européenne des coopératives de production
La Confédération européenne des coopératives industrielles et de services (CECOP, aussi connue sous le nom CECOP – CICOPA Europe) a été fondée en 1979 à Manchester, elle affilie 25 membres dans 16 pays européens y inclut des organisations qui promeuvent les coopératives et confédérations ou fédérations de coopératives représentant 48 000 entreprises employant 1,3 million de travailleurs.
CECOP est l’organisation sectorielle, pour les coopératives dans l’industrie et les services, de  Cooperatives Europe qui est l’organisation européenne regroupant les coopératives de tous les secteurs. De plus, elle est l’organisation régionale de la CICOPA pour l’Europe qui est à son tour, l’organisation sectorielle pour l’industrie et les services de l’Alliance coopérative internationale (ACI).
CECOP représente :
- 35 000 coopératives de travail associé caractérisées par le fait que la majorité de leurs travailleurs en sont membres-propriétaires ;

- 12 000 coopératives sociales employant 270 000 travailleurs, spécialisées dans la fourniture de services d’intérêt général (services sociaux, environnementaux, éducatifs, culturels) et la réinsertion par le travail de personnes désavantagées ou marginalisées (personnes handicapées, chômeurs de longue durée, anciens détenus, personnes souffrant d’addiction, etc.) ;

- 1 000 coopératives de producteurs indépendants tels que des freelances, des chauffeurs de camion, des chauffeurs de taxi, des journalistes, des maçons, des graphistes, des consultants, des médecins et des avocats. Ces coopératives aident à surmonter l'isolement et à améliorer la sécurité, en partageant les ressources, les avantages et des éléments tels que les services de marketing ou de comptabilité, l'espace de travail et les équipements.

Plus de 95 % des entreprises du réseau CECOP sont des PME. On trouve également plusieurs groupes coopératifs horizontaux importants qui, à leur tour, sont constitués principalement de PME : en Italie, on peut citer le groupe CGMpour les coopératives sociales. Un autre exemple bien connu est celui du groupe basque Mondragon, employant 74 000 travailleurs, ce dernier est le 7e groupe entrepreneurial espagnol.